# Думбрава (Чуреа)
Думбрава (рум. Dumbrava) насеље је у Румунији у округу Јаши у општини Чуреа. Oпштина се налази на надморској висини од 77 m.

## Становништво
Према подацима из 2002. године у насељу је живело 1217 становника, од којих су сви румунске националности.